# Gunter Sachs
Fritz Gunter Sachs (Schweinfurt, 14 novembre 1932 – Gstaad, 7 maggio 2011) è stato un fotografo, imprenditore e astrologo tedesco naturalizzato svizzero, nonché documentarista, bobbista, multimilionario, playboy, collezionista d'arte e nel 1966 terzo marito di Brigitte Bardot.

## Biografia
Nato a Schweinfurt in Baviera nel 1932, sua madre, Eleanor, era figlia di Wilhelm von Opel, il fondatore dell'omonima casa automobilistica Opel, mentre suo padre, Willy Sachs, era proprietario della Fichtel & Sachs, industria tedesca che produce motori per motocicli e accessori per le auto. Willy era amico di Hermann Göring e Heinrich Himmler e fu arrestato dall'esercito americano dopo la guerra, ma alla fine fu rilasciato. Gunter Sachs ha commentato il passato di suo padre in diverse pubblicazioni. 
Prima del terzo compleanno di Gunter, i suoi genitori si separarono. Dopo un po' di tempo al castello di Mainberg e in orfanotrofio, Gunter crebbe con il fratello maggiore (Ernst Wilhelm morì travolto da una valanga nel 1977) e la madre Elinor von Opel in Svizzera.  Günter Sachs frequentò il collegio di San Gallo "Auf dem Rosenberg" e il collegio Lyceum Alpinum Zuoz nel villaggio di Zuoz, in Alta Engadina. Studiò matematica ed economia a Losanna e completò un apprendistato come meccanico di precisione. Conseguì un diploma francese in interpretariato.

### Fotografo

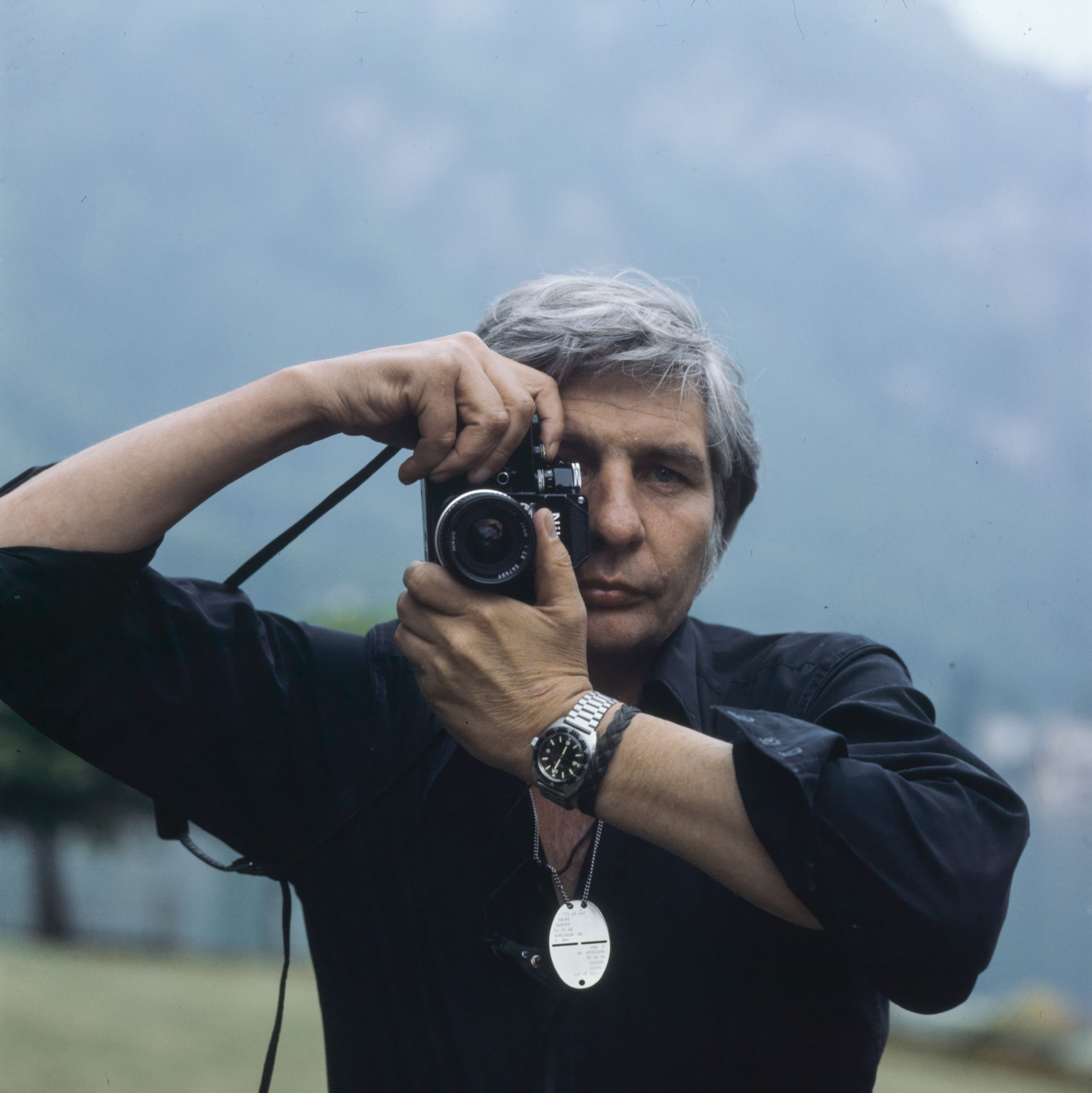
Gunter Sachs (1978)

Dal 1972 Sachs ha lavorato come fotografo professionista. Nel 1973 suscita scalpore con la prima fotografia di nudo per Vogue Francia. Nel 1991 ha lavorato con Claudia Schiffer alla serie "Heroines". Ha ottenuto il riconoscimento internazionale nel 1974 con una mostra speciale alla fiera photokina per la quale ha anche disegnato il manifesto ufficiale della mostra. Nel 1976 è stato insignito del Leica Award. Ai "German photo days" e alla photokina ha ricevuto premi per "Die Farbe Weiss" nel 1994 e per "Die Farbe Rot" nel 1995.
Al centro della sua fotografia ci sono nudi e paesaggi surreali, che sono stati pubblicati in ben sette volumi di immagini. All'inizio, Sachs sperimentò anche la fotografia digitale. Il ricavato della vendita delle sue fotografie e dei suoi libri illustrati è stato devoluto alla Fondazione Mirja Sachs, che aiuta i bambini bisognosi.

### Playboy e marito di Brigitte Bardot
Noto playboy negli anni cinquanta e sessanta,  è stato anche fotografo, regista, matematico, studioso di astrologia, industriale. Fu amico dei Kennedy, di Salvador Dalì, di Gianni Agnelli, di Juliette Greco, di Coco Chanel, di Porfirio Rubirosa, di Grace Sanzogni e di moltissimi altri personaggi di primo piano del jet set internazionale. Ebbe una relazione con Soraya, ex-moglie dello Scià di Persia Mohammad Reza Pahlavi. 
Si sposò tre volte, la prima quando aveva 23 anni. La prima moglie fu Anne-Marie Faure: morì nel 1958 durante un intervento.

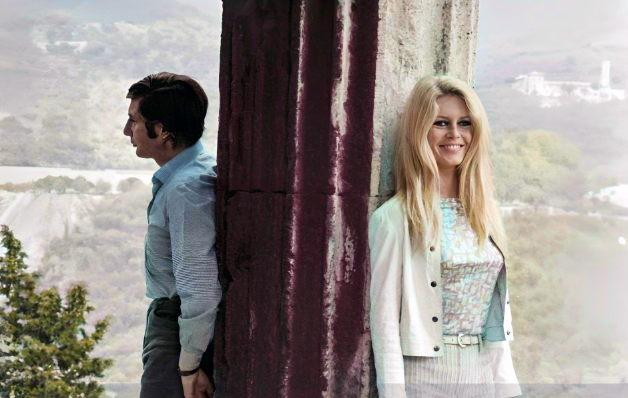
Gunter Sachs e Brigitte Bardot (1967)

Dal 1966 al 1969 fu il terzo marito dell'attrice Brigitte Bardot. Per la mitica BB, Gunter Sachs ebbe un colpo di fulmine: la incontrò sul lago di Ginevra, mentre lei girava un film diretta da Jean-Luc Godard. La corteggiò sorvolando anche la sua villa in Costa Azzurra in elicottero e lasciando cadere centinaia di rose. Il matrimonio con l'affascinante diva francese fu celebrato nel 1966 a Las Vegas. La luna di miele a Tahiti fu leggendaria, e la coppia fu costantemente sotto i riflettori, fino al naufragio della loro unione, dopo soli tre anni, nel 1969.
Dal 1969 alla morte è stato il marito dell'ex modella svedese Mirja Larsson (che aveva 26 anni al momento del loro fidanzamento), poi nel 1976 acquisì la cittadinanza svizzera e si trasferì a Gstaad, frazione di Saanen. 
Sachs ha avuto un figlio dalla prima moglie, Rolf Sachs nato nel 1955 e altri due figli con la sua terza moglie (Christian Gunnar e Claus Alexander).

### Collezionista d'arte

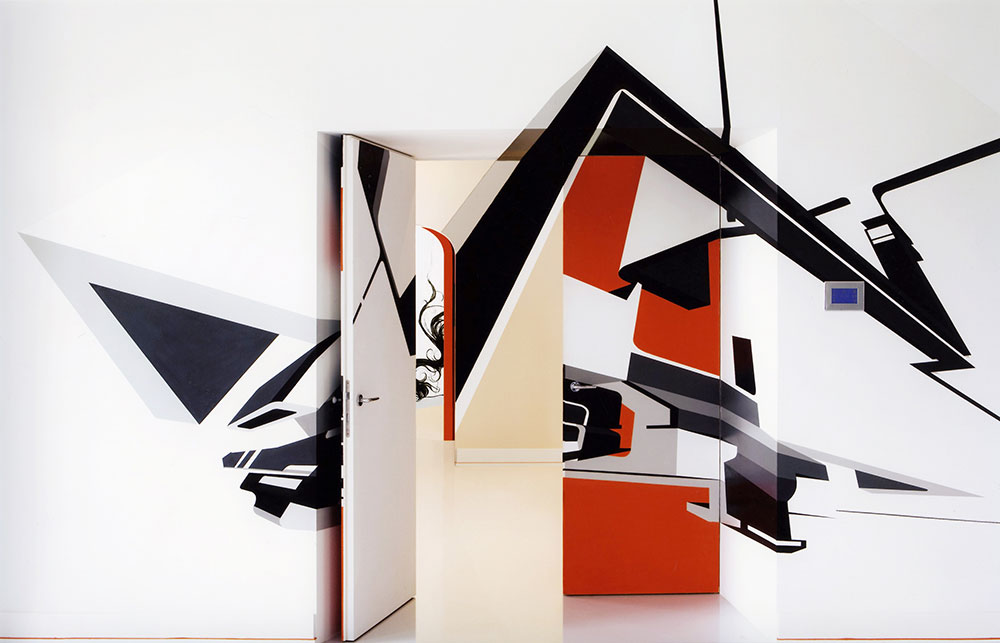
Punto di vista: Wohnung von Gunter Sachs im Schlosshotel Velden

La vasta collezione d'arte di Sachs comprendeva opere di Jean Fautrier, Andy Warhol, René Magritte, Salvador Dalí, Roy Lichtenstein, Tom Wesselmann, Mel Ramos e Allen Jones. Possedeva anche importanti pezzi della scuola del Nouveau réalisme, tra cui Yves Klein, Jean Tinguely, Arman e Martial Raysse. Molti di questi artisti sono stati coinvolti nella progettazione del 1969 del leggendario appartamento pop-art nella torre del Palace Hotel di St. Moritz, che ha rapidamente attirato l'attenzione del mondo dell'arte. Dal 1967 al 1975 Sachs, insieme al principe Costantino di Baviera, co-fondò e diresse l'associazione per il Museo d'Arte Moderna di Monaco di Baviera (MAM): fece pressioni per la costruzione di un museo completo di arte contemporanea a Monaco di Baviera e allestì mostre mensili a Villa Stuck. Victor Vasarely, Georg Baselitz, Heinz Edelmann, Christo, Cy Twombly, Alexander Calder, Heinz Mack e Jean Tinguely, Roy Lichtenstein e Gotthard Graubner hanno trovato la loro strada nelle sale del museo.
Nel 1972 Sachs aprì una galleria ad Amburgo e organizzò la prima mostra europea del suo amico Warhol. Nel 1974 commissiona a Warhol una serie di ritratti serigrafici della sua ex moglie Brigitte Bardot.  Nel maggio 2006, Sachs ha venduto all'asta una delle serigrafie di Warhol della Bardot per 3 milioni di dollari. La famiglia Sachs ha venduto parte della sua collezione di Pop Art e Nouveau Realisme attraverso Sotheby's nel maggio 2012.

### Sport

Mappa del percorso della pista da bob a St. Moritz

Nel 1959, Gunter Sachs vinse il titolo di Campione Europeo Juniores di bob a due come membro del St. Moritz Bobsleigh Club. Dieci anni dopo, Sachs assunse la presidenza del St. Moritz Bobsleigh Club, che diresse fino alla sua morte. Nel febbraio 2009 è stato onorato per i suoi 40 anni di servizio: il piazzale sopra la pista da bob è stato ribattezzato Plazza Gunter Sachs.

### Film
Gunter Sachs era già coinvolto nelle riprese alla fine degli anni '50. A quel tempo, si è preso cura per due anni della sua fidanzata molto malata Brigitte Laaf, considerata incurabile dal cancro dopo la diagnosi dei medici statunitensi: "Un periodo terribile. Per distogliere la mente dalle cose intermedie, ho seguito il consiglio di un amico davanti alla macchina da presa. Volevo fare un documentario sul piccolo villaggio di pescatori sul lago di Ginevra dove vivevamo all'epoca. Quindi non ero mai troppo lontano da casa". A Sachs era stato mostrato ciò che era necessario dal cameraman Kurt Hasse per due settimane, poi aveva fatto tutto da solo: sceneggiatura, regia, macchina da presa, suono, commento.
Dal 1963 al 1968, Gunter Sachs realizzò cinque cortometraggi, ognuno dei quali ricevette il titolo "Prezioso" e fu premiato in vari festival. Nel 1964 vinse il 1º premio al Festival di San Sebastian per Pacific Impressions, seguito nel 1965 dal 1º premio al Festival di Hyères per Le giraffe di St. Tropez.
Nel 1969 uscì il suo documentario e film sportivo Happening in White sullo sci, girato in Liechtenstein. I suoi interpreti erano principalmente i primi rappresentanti dello sci freestyle (o dello sci acrobatico e dello sci: Tom Leroy, Hermann Göllner, Roger Staub, Art Furrer - noto come Arthur Furrer - e altre stelle degli sport invernali dell'epoca (Ludwig "Luggi" Leitner – combinata alpina, Nino Bibbia – skeleton, tra gli altri, Sonja Pfersdorf e Günther Matzdorf – coppia nel pattinaggio artistico). La musica fu fornita da Peter Thomas.  Per questo, Sachs ricevette il 1º premio del Comitato Olimpico Internazionale a Cortina d'Ampezzo nel 1972. Questo film della durata di 47 minuti mostra l'espediente stilistico del super slow motion, che usò come novità. Questo espediente stilistico si affermò in seguito oltre allo sport dinamico, soprattutto nei film western e d'azione. Il Lessico del cinema internazionale descrive il contenuto e le critiche così: "Un film sportivo sullo sci e lo slittino a St. Moritz e i piaceri del jet set surfistico alle Hawaii. Ambizioso, ma privo di fantasia, con dialoghi simili a frasi".

### Moda
Come imprenditore indipendente nel commercio al dettaglio, Sachs attirò l'attenzione dalla metà degli anni '60 in poi. Costruì una catena internazionale di boutique di moda con Micmac, che aveva oltre 400 punti vendita propri al momento della vendita a un gruppo giapponese nel 1981. Nel 1970, Sachs fondò il "Dracula's Ghostriders Club" a St. Moritz insieme ad alcuni amici. Nel 1972 fece costruire l'edificio del Dracula Club, che ha festeggiato il suo quarantesimo compleanno con una festa il 14 febbraio 2013. Il club è gestito dal figlio Rolf Sachs.
Dal 1976 in poi, il gruppo Sachs venne venduto in diversi blocchi di azioni. Nel 1987, Mannesmann AG rilevò la maggioranza delle azioni dell'azienda. Dal 2001 è di proprietà al 100% di ZF Friedrichshafen AG. Il patrimonio di Sachs ammontava a circa 500 milioni di euro, secondo Manager Magazin.

### Astrologia
Nel 1994, insieme a un team di matematici e statistici, Sachs rivide le affermazioni dell'astrologia dei segni solari, introdotta da R. H. Naylor nel 1930. Sebbene ci fossero già stati studi come l'effetto Marte di Michel Gauquelin, la novità della ricerca di Sachs fu la grande quantità di dati che era in grado di utilizzare come base per la valutazione.
Nel 1995 fondò l'Istituto per l'Indagine Empirica e Matematica sul Contenuto di Verità Possibile dell'Astrologia in Relazione al Comportamento delle Persone e alle Loro Disposizioni (IMWA). Secondo il libro, studi statistici con oltre 20 milioni di dati svizzeri, inglesi, tedeschi e francesi, pubblicati nel 1997 nel volume Die Akte Astrologie (Il file astrologico), hanno trovato correlazioni significative tra i cosiddetti segni solari e vari comportamenti, come il matrimonio, la scelta della carriera, il comportamento stradale o la tendenza al suicidio.
Il libro contiene anche un'appendice con i risultati di uno studio commissionato da Sachs all'Allensbach Institute for Public Opinion Research sul tema dei segni zodiacali con una prefazione di Elisabeth Noelle-Neumann. Il libro è stato nella lista dei bestseller dello Spiegel per 21 settimane ed è stato nominato per l'Astrological Research Award in Inghilterra. Il libro fu pubblicato in inglese nel 1998 e in francese nel 2000.
Dopo la sua morte, la famiglia pubblicò il suo secondo libro dedicato all'astrologia, My Astrological Legacy: The Secret of Love, Happiness and Death (Scorpio Verlag, 2014).
Non mancarono le critiche. Lo statistico Herbert Basler, direttore accademico dell'Istituto di Matematica Applicata e Statistica dell'Università di Würzburg nel 1998, ha criticato l'indagine astrologica di Sachs. Tuttavia, Basler elogiò il fatto che Sachs avesse "diffuso a un vasto pubblico l'intuizione che le ipotesi astrologiche, proprio come altre affermazioni scientifiche, possono essere testate empiricamente – usando i metodi della statistica matematica come aiuto".
Una dichiarazione pubblicata nel marzo 2011 dagli statistici Katharina Schüller e Walter Krämer concluse che lo studio di Sachs non conteneva errori tecnici o metodologici.
Un'analisi dei suoi dati del 2003 concluse che le sue analisi e i suoi risultati erano difettosi e non avevano alcuna utilità come materiale scientifico.  Lo psicologo Peter Niehenke scrisse nella sua dissertazione che le conclusioni di Sachs tratte dai risultati statistici erano inammissibili e prive di significato.

### Morte
Sachs morì suicida il 7 maggio 2011 all'età di 78 anni per una ferita da arma da fuoco alla testa nella sua casa di Gstaad, in Svizzera. La lettera di suicidio affermava che aveva agito a causa di quella che definiva come "malattia senza speranza A" (alcuni hanno ipotizzato essere Alzheimer) aggiungendo che "la perdita del controllo mentale sulla mia vita era una condizione poco dignitosa, che ho deciso di contrastare con decisione".
La cerimonia funebre si tenne il 13 maggio 2011 nella cerchia della famiglia e degli amici, tra cui la sua confidente più stretta, Marianne Sayn-Wittgenstein-Sayn.  Si svolse nella chiesa protestante di Saanen, nel cantone di Berna. L'urna fu poi sepolta nel cimitero locale.
La lapide è ornata da una citazione con questa iscrizione:

## Controversie

### Indagine su sospetti legami finanziari
Il 4 aprile 2013 la Süddeutsche Zeitung (SZ) pubblicò un rapporto sulle partecipazioni di Gunter Sachs e sui legami finanziari nelle piazze finanziarie offshore. In collaborazione con la SonntagsZeitung e la Norddeutscher Rundfunk, i giornalisti ricercarono le banche dati dell'International Consortium for Investigative Journalists (ICIJ) pubblicate con il nome di progetto Offshore-Leaks.  Furono esaminati numerosi documenti come certificati e contratti, copie di carte d'identità e conteggi delle tasse, e-mail interne e fax, ma anche lettere firmate a mano da Gunter Sachs, dalla sua segretaria privata e da società partecipanti, trust e avvocati. Esse dimostrarono la creazione di una rete anonima di società nelle Isole Cook e gli investimenti in società in altri paradisi fiscali. Sachs fu assistito più volte dallo studio legale svizzero Lenz & Staehelin.
I dati fiscali di Gunter Sachs a partire dal 2008 sono stati verificati dall'amministrazione fiscale del Cantone di Berna dopo la notifica: non ha riscontrato alcun sospetto che avrebbe richiesto l'avvio di un procedimento fiscale.